# 엘리어스 맥코넬
엘리어스 맥코넬(Elias McConnell, 1985년 1월 1일 ~ )은 미국의 배우, 영화배우이다.
포틀랜드에서 태어났다.

## 영화
- 비트윈 커튼스 (2014년)
- 사랑해, 파리 (2006년)
- 엘리펀트 (2003년)